# Jan Morávek (Historiker)
Jan Morávek (* 9. Mai 1887 in Jitschin; † 4. Juni 1960 in Prag) war tschechoslowakischer Historiker und Archivar.

## Leben
1904 begann er ein Studium der Geschichte an der Philosophischen Fakultät in Prag, arbeitete von 1909 bis 1910 als externes Mitglied des Geschichtswissenschaftlichen Instituts in Wiener Archiven. 1910 promovierte er in Prag zum Doktor der Philosophie. 1911 erstellte er gemeinsam mit Zdeněk Wirth eine Aufstellung kultureller Denkmäler im Bezirk Jitschin. 1912 erhielt er ein Aufenthaltsstipendium in Rom für seine Editierarbeit an der Monumenta Vaticana. 1918 forschte er im Archiv der Wiener Hofkammer, wurde ein Jahr später Mitglied der Ratskommission für die Rückgabe historischer böhmischer Archive. Von 1920 an war Morávek im  Ministerium der Bildung und Volksaufklärung tätig, gleichzeitig bis 1948 Leiter des Archivs an der Prager Burg, von 1948 bis 1960 als fachlicher Berater. Von 1935 übernahm er den Vorsitz der Archivgesellschaft.

## Werke
Bedeutend sind vor allem seine Monographien, die sich mit der Geschichte der Kunst beschäftigten, so zum Beispiel in der Ära der Rudolfinischen Malerei. Seine Originalschriften sind im Archiv der Prager Burg sowie im Institut der Kunstgeschichte an der Akademie der Wissenschaften der Tschechischen Republik hinterlegt.

### Deutschsprachige Werke
- Kurzer Führer durch die Prager Burg, Wirtschaftsverwaltung d. Prager Burg, 1932
- Die Prager Burg, Orbis-Verlag Prag, 1929